# Orthoporus lomonti
Orthoporus lomonti är en mångfotingart som beskrevs av Henri W. Brölemann 1932. Orthoporus lomonti ingår i släktet Orthoporus och familjen Spirostreptidae. Inga underarter finns listade i Catalogue of Life.